# Skyttmoselet
Skyttmoselet är en sjö i Ragunda kommun i Jämtland och ingår i Indalsälvens huvudavrinningsområde. Sjön har en area på 1,18 kvadratkilometer och ligger 261,9 meter över havet. Skyttmoselet ligger i Ammerån Natura 2000-område. Sjön avvattnas av vattendraget Ammersån.

## Delavrinningsområde
Skyttmoselet ingår i det delavrinningsområde (703552-148915) som SMHI kallar för Utloppet av Skyttmoselet. Medelhöjden är 343 meter över havet och ytan är 27,57 kvadratkilometer. Räknas de 278 avrinningsområdena uppströms in blir den ackumulerade arean 2 514,06 kvadratkilometer. Ammersån som avvattnar avrinningsområdet har biflödesordning 2, vilket innebär att vattnet flödar genom totalt 2 vattendrag innan det når havet efter 169 kilometer. Avrinningsområdet består mestadels av skog (81 procent). Avrinningsområdet har 1,19 kvadratkilometer vattenytor vilket ger det en sjöprocent på 4,3 procent.